# Artūrs Zjuzins
Artūrs Zjuzins (* 18. června 1991, Riga, Lotyšská SSR, SSSR) je lotyšský fotbalový záložník a reprezentant, momentálně hráč ruského klubu FK Gazovik Orenburg. Mimo Lotyšsko hrál na Slovensku a v Rusku.
Jeho fotbalovým vzorem je bývalý francouzský záložník s alžírskými kořeny Zinedine Zidane.

## Reprezentační kariéra
Zjuzins působil v mládežnických reprezentacích Lotyšska U19 a U21.
V A-mužstvu reprezentace Lotyšska debutoval 29. 2. 2012 v přátelském zápase v turecké Antalyi proti týmu Kazachstánu (remíza 0:0).